# Herbert Jankuhn
Herbert Jankuhn, född 8 augusti 1905 i Angerburg, Ostpreussen, död 30 april 1990 i Göttingen, Tyskland, var en tysk arkeolog och författare. 

## Biografi
Under åren 1924–1931 studerade Jankuhn i flera tyska städer för att sistnämnda år avlägga examen vid Kiels universitet, i vars närhet han blev ansvarig för utgrävningarna i vikingarnas Hedeby och det var han periodvis långt in i efterkrigstiden. Samtidigt var han chef för länsmuseet i Schleswig-Holstein åren närmast före andra världskrigets utbrott och från 1949 till 1950-talets mitt. 1941–1945 arbetade han vid universitetet i Rostock och i Göttingen 1956–1973.
Han är ännu idag en erkänd tysk arkeolog, men problemet med hans kvarlåtenskap är att han erbjöd sina tjänster till Nazitysklands vetenskapliga fundament som skulle ligga till grund för nationalsocialismen i Tredje riket. Inga anslag eller uppgifter tillkom andra arkeologer än de som godtog att finna redan förutbestämda resultat i regimens intresse. Inte alla arkeologer gick med på detta, men det gjorde Herbert Jankuhn, som blev medlem i Sturmabteilung (SA) 1933, Nationalsocialistiska tyska arbetarepartiet (NSDAP) 1937, Schutzstaffel (SA) 1936 och slutligen Waffen-SS 1942.
Strax efter att Norge invaderades 1940 sände Heinrich Himmler, som blandade sig i de flesta större arkeologiska projekt i den tyska sfären, Jankuhn, som då var Hauptsturmführer i SS, till Norge för att säkra de norska fornminnena mot ödeläggelse. Den 3 maj 1940, samtidigt som de norska trupperna kapitulerade i södra Norge, grep Jankuhn in i skyddsarbetet av vikingaskeppen och såg till att de fick extra beskydd mot bombanfall. Adolf Hitler var särskilt intresserad av skeppen, fick norrmännen veta. Under denna tid började Jankuhn också intressera sig för de pågående utgrävningarna av Raknehaugen som hade stannat upp på grund av den tyska ockupationen. Jahnkun ville att arbetena skulle återupptas med tyska medel och deklarerade att projektet skulle få Himmlers beskydd och som samtidigt bidrog med 12 000 riksmark. Universitetet i Oslo som inte ville att projektet skulle bli betraktat som tyskt skakade dock fram egna pengar för att utgrävningen skulle slutföras i norsk regi. Senare, vid Tysklands invasion av Sovjetunionen i juni 1941 (Operation Barbarossa), fick Jankuhn liknande uppgifter i Ukraina och södra Ryssland, som han tidigare hade haft i Norge.
Jankuhn internerades vid krigsslutet 1945 och blev frisläppt först efter tre år. Han kom att vara produktiv såsom författare ända till sin död 1990, men idag revideras flera av hans verk som har haft en alldeles för ensidig germansk prägel.

## Litterär produktion
- Herbert Jankuhn: Haithabu. Ein Handelsplatz der Wikingerzeit, Neumünster 2002.
- Herbert Jankuhn: Das freie Germanien bis 500, aus Steiner: Union Verlag, 1971. (S. 56–79)
- Herbert Jankuhn: Die Wehranlagen der Wikingerzeit zwischen Schlei und Treene, Archäologisches Institut des Deutschen Reiches, Karl Wachholtz Verlag, Neumünster in Holstein 1937.